# Syrichtus antonia
Syrichtus antonia är en fjärilsart som beskrevs av Adolph Speyer 1879. Syrichtus antonia ingår i släktet Syrichtus och familjen tjockhuvuden. Inga underarter finns listade i Catalogue of Life.